# Грачев (лунный кратер)
Кратер Грачёв (лат. Grachev) — крупный молодой ударный кратер, расположенный в экваториальной области обратной стороны Луны. Название присвоено в честь советского инженера-ракетостроителя Андрея Дмитриевича Грачёва (1900—1964) и утверждено Международным астрономическим союзом в 1970 г. Образование кратера относится к эратосфенскому периоду.

## Описание кратера
Ближайшими соседями кратера являются кратер Герцшпрунг на западе, кратер Лейшнер на севере-северо-востоке, кратер Ленц на северо-востоке, кратер Крамаров на востоке, кратер Лоуэлл на юго-востоке. На северо-западе от кратера находится цепочка кратеров Майкельсона, на севере цепочка кратеров Лейшнера, на юго-востоке горы Кордильеры. Селенографические координаты центра кратера 3°50′ ю. ш. 108°25′ з. д. / 3,83° ю. ш. 108,42° з. д., диаметр 35 км, глубина 2,1 км.
Кратер имеет полигональную форму с выступом в западной части, практически не разрушен. Вал кратера с острой четко очерченной кромкой, внутренний склон имеет террасовидную структуру. Высота вала над окружающей местностью составляет 970 м, объем кратера составляет приблизительно 900 км³. Дно чаши кратера неровное, имеется хребет, тянущийся от центра чаши к северу.

## Сателлитные кратеры
Отсутствуют.